# David Price Racing
Pour les articles homonymes, voir David Price (homonymie) et Price.
David Price Racing (parfois appelée DPR) est une écurie de sport automobile britannique, fondée par David Price en 1976. Elle a participé à de nombreux championnats comme le GP2 Series, l'A1 Grand Prix, la F3 Britannique et le FIA GT.

## Pilote en GP2
Christian Bakkerud
Johnny Cecotto Jr.
Mike Conway
Michael Herck
Giorgio Mondini
Diego Nunes
Franck Perera
Vitaly Petrov
Clivio Piccione
Olivier Pla
Giacomo Ricci
Ryan Sharp
Andy Soucek